# アドリア・アルホナ
アドリア・アルホナ（Adria Arjona Torres, 1992年4月25日 - ）は、アメリカ合衆国の女優兼モデル。ドラマ化された『グッド・オーメンズ』（2019年）でアナセマ・デヴァイス役を演じ、『モービウス』（2022年）に出演した。

## 生い立ち
プエルトリコのサンフアンで生まれ、12歳までメキシコシティに住む。母親のLeslie Torresはプエルトリコ人、父親のRicardo Arjonaはグアテマラのシンガーソングライター。子供の頃、父親が彼女をツアーに連れて行くことで、頻繁に旅行した。12歳のときに、マイアミに引っ越し、18歳には自分からニューヨークシティに引っ越した。そこでは、Lee Strasberg Theatre and Film Instituteで演技を学びながら、ウェイトレスやホステスとしても働いた。

## キャリア
HBOのアンソロジーテレビシリーズ『TRUE DETECTIVE』（2015）のシーズン2ではエミリー、CBSのテレビシリーズ『PERSON of INTEREST 犯罪予知ユニット』（2014および2015）の2つのエピソードではダニ・シルヴァ、Amazonプライムのミニシリーズ『グッド・オーメンズ』ではアナセマ・デヴァイスといった役を演じたことで知られている。そして、人気ゲーム『フォートナイト』ではラミレスに声を当てている。NBCのテレビシリーズ『エメラルドシティ』には主役のドロシー・ゲイルとして出演した。
2018年12月、ソニーとの交渉に入り、『ソニーズ・スパイダーマン・ユニバース』シリーズのスピンオフ映画『モービウス』で、ヒロインとしてマルーティヌ・バンクロフトを演じる。彼女の出演は1月末に確認された。
2019年3月に配信された映画『トリプル・フロンティア』のマイナーキャラクターとして登場し、その後、2019年12月に配信されたNetflix映画『6アンダーグラウンド』で主演の一人を演じた。

## フィルモグラフィー

### 映画
| 年   | 邦題 原題                                                  | 役名                       | 備考                             | 日本語吹替           |
| ---- | ---------------------------------------------------------- | -------------------------- | -------------------------------- | -------------------- |
| 2012 | Loss                                                       | N/A                        |                                  | N/A                  |
| 2015 | Wedding in New York                                        | Patricia                   |                                  | N/A                  |
| 2015 | Eos                                                        | 女性                       | 短編映画                         | N/A                  |
| 2016 | サラリーマン・バトル・ロワイアル The Belko Experiment      | リアンドラ・フローレス     | 日本劇場未公開                   |                      |
| 2018 | パシフィック・リム: アップライジング Pacific Rim: Uprising | ジュールス・レジェス       |                                  | 坂本真綾             |
| 2018 | ライフ・オブ・ザ・パーティー Life of the Party             | アマンダ                   | 日本劇場未公開                   | （日本語吹替版なし） |
| 2019 | トリプル・フロンティア Triple Frontier                     | イヴァンナ                 | Netflixオリジナル映画            | 中村千絵             |
| 2019 | 6アンダーグラウンド 6 Underground                          | “ファイブ”：ドクター       | Netflixオリジナル映画            | 坂本真綾             |
| 2021 | スイートガール Sweet Girl                                  | アマンダ・クーパー         | Netflixオリジナル映画            | 横山友香             |
| 2022 | モービウス Morbius                                         | マルーティヌ・バンクロフト |                                  | 小林ゆう             |
| 2022 | 花嫁のパパ Father of the Bride                             | イングリッド・ヘレラ       | 配信                             | （日本語吹替版なし） |
| 2023 | The Absence of Eden                                        | Yadira                     |                                  |                      |
| 2023 | ヒットマン Hit Man                                         | マディソン・マスターズ     |                                  | 清水理沙             |
| 2024 | Los Frikis                                                 | マリア                     | 兼製作総指揮                     |                      |
| 2024 | ブリンク・トゥワイス Blink Twice                           | サラ                       | Amazon Prime Videoオリジナル映画 | 清水はる香           |

### テレビ
| 年        | 邦題 原題                                              | 役名                 | 備考                                                   | 日本語吹替 |
| --------- | ------------------------------------------------------ | -------------------- | ------------------------------------------------------ | ---------- |
| 2014      | アンフォゲッタブル 完全記憶捜査 Unforgettable          | Suzy Houchen         | 第3シーズン第4話「カジノの女王」                       |            |
| 2014-2015 | PERSON of INTEREST 犯罪予知ユニット Person of Interest | ダニ・シルヴァ       | 第4シーズン第8話「訓練生」 第4シーズン第13話「失踪者」 |            |
| 2015      | ナルコス Narcos                                        | ヘレナ               | 第1シーズン第2話「シモン・ボリバルの剣」               |            |
| 2015      | TRUE DETECTIVE/ロサンゼルス True Detective             | エミリー             | 計6話出演                                              |            |
| 2017      | エメラルドシティ Emerald City                          | ドロシー・ゲイル     | 計10話出演                                             |            |
| 2019      | グッド・オーメンズ Good Omens                          | アナセマ・デヴァイス | 計5話出演                                              | 藤本喜久子 |
| 2020      | Monsterland                                            | Mermaid              | 第6話「Palacios, Texas」                               | N/A        |
| 2022      | Irma Vep                                               | Laurie               | 計3話出演                                              | N/A        |
| 2022      | キャシアン・アンドー Andor                             | ビックス・キャリーン | 計8話出演                                              | 米田えん   |
| TBA       | Criminal                                               | グレタ               |                                                        |            |

### ビデオゲーム
| 年   | 題名                    | 役名     |
| ---- | ----------------------- | -------- |
| 2017 | フォートナイト Fortnite | ラミレス |